# Alfrances Lyman
Alfrances Lyman (* 6. Dezember 1936) ist eine ehemalige US-amerikanische Sprinterin.
Bei den Panamerikanischen Spielen 1955 in Mexiko-Stadt wurde sie über 100 Meter Vierte in 12,42 s.
1955 wurde sie US-Hallenmeisterin über 220 Yards und 1954 Kanadische Meisterin über 75 Yards. Ihre persönliche Bestzeit über 100 Meter von 12,1 s stellte sie 1955 auf.